# TBL 1

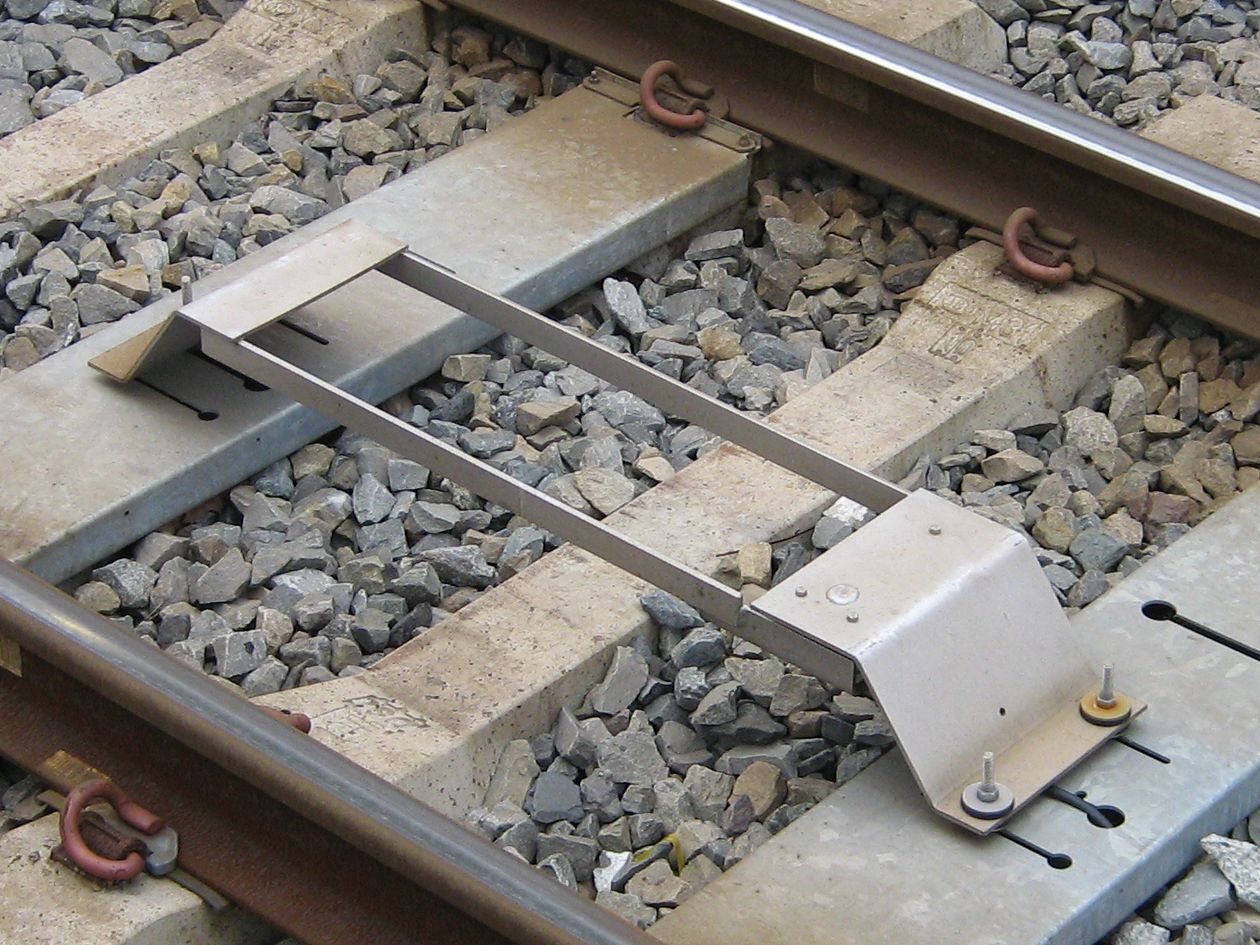
Een TBL1-baken in het station Liège-Guillemins

TBL 1 is een treinbeïnvloedingssysteem dat werd toegepast in België. TBL staat voor 'transmissie baken-lokomotief'.
Het systeem kent bakens die links uit het midden in tussen de rails van de spoorbaan zijn aangebracht. Een baken is geplaatst juist voor het sein waar het bij hoort. Doordat de bakens iets uit het midden van de spoorbaan zijn aangebracht is de werking ervan richtingafhankelijk. De bakens zijn uitgevoerd als 80 centimeter lange inductiespoelen die een fluctuerend magnetisch veld opwekken. Dit veld wordt opgevangen door een antenne onder de trein. De bakens zijn vlak voor seinen geplaatst. De frequentie van het baken hangt samen met het seinbeeld van het sein. Bij treinen die uitgerust zijn met TBL 1 wordt het seinbeeld van het sein in de stuurpost of cabine van de trein herhaald.
TBL 1 is in hoofdzaak een systeem dat het seinbeeld van seinen in de cabine herhaalt. TBL 1 voorkomt niet dat een trein een rood sein passeert, maar het activeert wel de noodrem van een trein als deze onverhoopt een rood sein passeert.
TBL 1 werd vanaf 1982 in België ontwikkeld. De eerste leveringen begonnen in 1985. In 1987 besloot het directiecomité van de NMBS om het systeem niet verder in te voeren omdat het systeem te duur en te weinig effectief is.
Het Koninklijk besluit (KB) van 6 december 2020 bepaalde dat het gebruik van TBL 1 als veiligheidssysteem toegelaten was tot 10 december 2022. Omdat de installatie van het nieuwe Europese veiligheidssysteem ETCS vertraging opliep, werd met het KB van 23 oktober 2022 beslist om het gebruik van TBL 1 nog toe te laten tot 10 december 2023.
Op 4 juni 2023 werd het laatste traject met TBL 1 dat nog in dienst was, op Spoorlijn 96 buiten dienst gesteld en vervangen door het Europese veiligheidssysteem ETCS.